# Чемерное (Ровненская область)
Чемерное (укр. Чемерне) — посёлок, входит в Тутовичский сельский совет Сарненского района Ровненской области Украины.
Население по переписи 2001 года составляло 866 человек. Почтовый индекс — 34524. Телефонный код — 3655. Код КОАТУУ — 5625487605.

## Местный совет
34522, Ровненская обл., Сарненский р-н, с. Тутовичи, ул. Мира, 14а.